# Cameroun aux Jeux olympiques d'été de 1980
Le Cameroun participe aux Jeux olympiques d'été de 1980 à Moscou. Il s'agit de sa 5e participation à des Jeux d'été. Aucun des 26 sportifs (23 hommes et 3 femmes) engagés n'obtient de médaille.

## Athlétisme
Hommes
Courses
| Athlète           | Épreuve | Séries      | Séries | Quarts de finale | Quarts de finale | Demi-finales | Demi-finales | Finale   | Finale |
| Athlète           | Épreuve | Résultat    | Rang   | Résultat         | Rang             | Résultat     | Rang         | Résultat | Rang   |
| ----------------- | ------- | ----------- | ------ | ---------------- | ---------------- | ------------ | ------------ | -------- | ------ |
| Grégoire Illorson | 100 m   | 10 s 34     | 1er    | 10 s 29          | 2e               | 10 s 60      | 8e           | NC       | NC     |
| Grégoire Illorson | 200 m   | 22 s 21     | 5e     | NC               | NC               | NC           | NC           | NC       | NC     |
| Emmanuel Bitanga  | 200 m   | Non partant | -      | NC               | NC               | NC           | NC           | NC       | NC     |
| Emmanuel Bitanga  | 400 m   | Non partant | -      | NC               | NC               | NC           | NC           | NC       | NC     |

Femmes
Courses
| Athlète           | Épreuve | Séries   | Séries | Quarts de finale | Quarts de finale | Demi-finales | Demi-finales | Finale   | Finale |
| Athlète           | Épreuve | Résultat | Rang   | Résultat         | Rang             | Résultat     | Rang         | Résultat | Rang   |
| ----------------- | ------- | -------- | ------ | ---------------- | ---------------- | ------------ | ------------ | -------- | ------ |
| Ruth Enang Mesode | 100 m   | 12 s 40  | 8e     | NC               | NC               | NC           | NC           | NC       | NC     |
| Ruth Enang Mesode | 200 m   | 25 s 46  | 5e     | NC               | NC               | NC           | NC           | NC       | NC     |

Concours
| Athlète        | Épreuve           | Qualification | Qualification | Finale      | Finale |
| Athlète        | Épreuve           | Distance      | Rang          | Distance    | Rang   |
| -------------- | ----------------- | ------------- | ------------- | ----------- | ------ |
| Cécile Ngambi  | Pentathlon        | NC            | NC            | 3832 points | 17e    |
| Agnès Tchuinté | Lancer de javelot | 55,36 m       | 17e           | NC          | NC     |

## Boxe
| Athlète                   | Compétition          | 1/16 de finale      | 1/8 de finale          | Quarts de finale    | Demi-finales        | Finale              |
| Athlète                   | Compétition          | Adversaire Résultat | Adversaire Résultat    | Adversaire Résultat | Adversaire Résultat | Adversaire Résultat |
| ------------------------- | -------------------- | ------------------- | ---------------------- | ------------------- | ------------------- | ------------------- |
| Joseph Ahanda             | Coq (-54 kg)         | Tseden Narmandakh   | Samson Khachatrian 0-5 | NC                  | NC                  | NC                  |
| Jean-Pierre Mberebe Baban | Plume (-57 kg)       | Luis Pizarro        | NC                     | NC                  | NC                  | NC                  |
| Paul Kamela Fogang        | Mi-welter (-63,5 kg) | Imre Bacskai 1-4    | NC                     | NC                  | NC                  | NC                  |
| Jean-Paul Nanga Tsah      | Mi-lourd (-81 kg)    | NC                  | Georgicà Donici        | NC                  | NC                  | NC                  |

## Cyclisme
Quatre cyclistes camerounais (Joseph Evouna, Joseph Kono, Thomas Nyemeg et Robert Nicolas Owona) sont au départ de la course en ligne mais ils abandonnent tous avant l'arrivée.
Dans l'épreuve par équipe, Charles Bana, Toussaint Fouda, Joseph Kono et Robert Nicolas Owona terminent 22e sur 23 équipes en 2 h 26 min 46 s 6.

## Judo
| Athlète            | Compétition       | 1/16 de finale         | 1/8 de finale            | Quarts de finale    | Demi-finales        | Finale              |
| Athlète            | Compétition       | Adversaire Résultat    | Adversaire Résultat      | Adversaire Résultat | Adversaire Résultat | Adversaire Résultat |
| ------------------ | ----------------- | ---------------------- | ------------------------ | ------------------- | ------------------- | ------------------- |
| Gérard Tom-Tam     | (-65 kg)          | Djibril Sambou Yuko    | NC                       | NC                  | NC                  | NC                  |
| Maurice Nkamdem    | (-71 kg)          | George Hamaiko SOG     | Neil Adams FUS           | NC                  | NC                  | NC                  |
| Philippe Simo      | Mi-moyen (-78 kg) | Christopher Bowles YUS | NC                       | NC                  | NC                  | NC                  |
| Henri-Richard Lobe | Moyen (-86 kg)    | Jean Nicolas FUS       | Jürg Röthlisberger Ippon | NC                  | NC                  | NC                  |
| Essambo Ewane      | (-95 kg)          | NC                     | Henk Numan Koka          | NC                  | NC                  | NC                  |

## Lutte
Victor Kede Manga (-62 kg), Victor Koulaigue (-68 kg), Isaie Tonye (-74 kg), Zachie Ndock (-82 kg), Jean-Claude Biloa (-90 kg), Bourcard Bineli (-100 kg) représentent le Cameroun en lutte libre.